# Stazione di Stresa
Stazione di Stresa vasútállomás Olaszországban, Stresa településen.

## Vasútvonalak
Az állomást az alábbi vasútvonalak érintik:
- Domodossola–Milánó-vasútvonal

## Kapcsolódó állomások
A vasútállomáshoz az alábbi állomások vannak a legközelebb:
- Stazione di Belgirate (Stazione di Milano Centrale, Domodossola–Milánó-vasútvonal)
- Stazione di Baveno (Stazione di Domodossola, Domodossola–Milánó-vasútvonal)